# Jean Noté

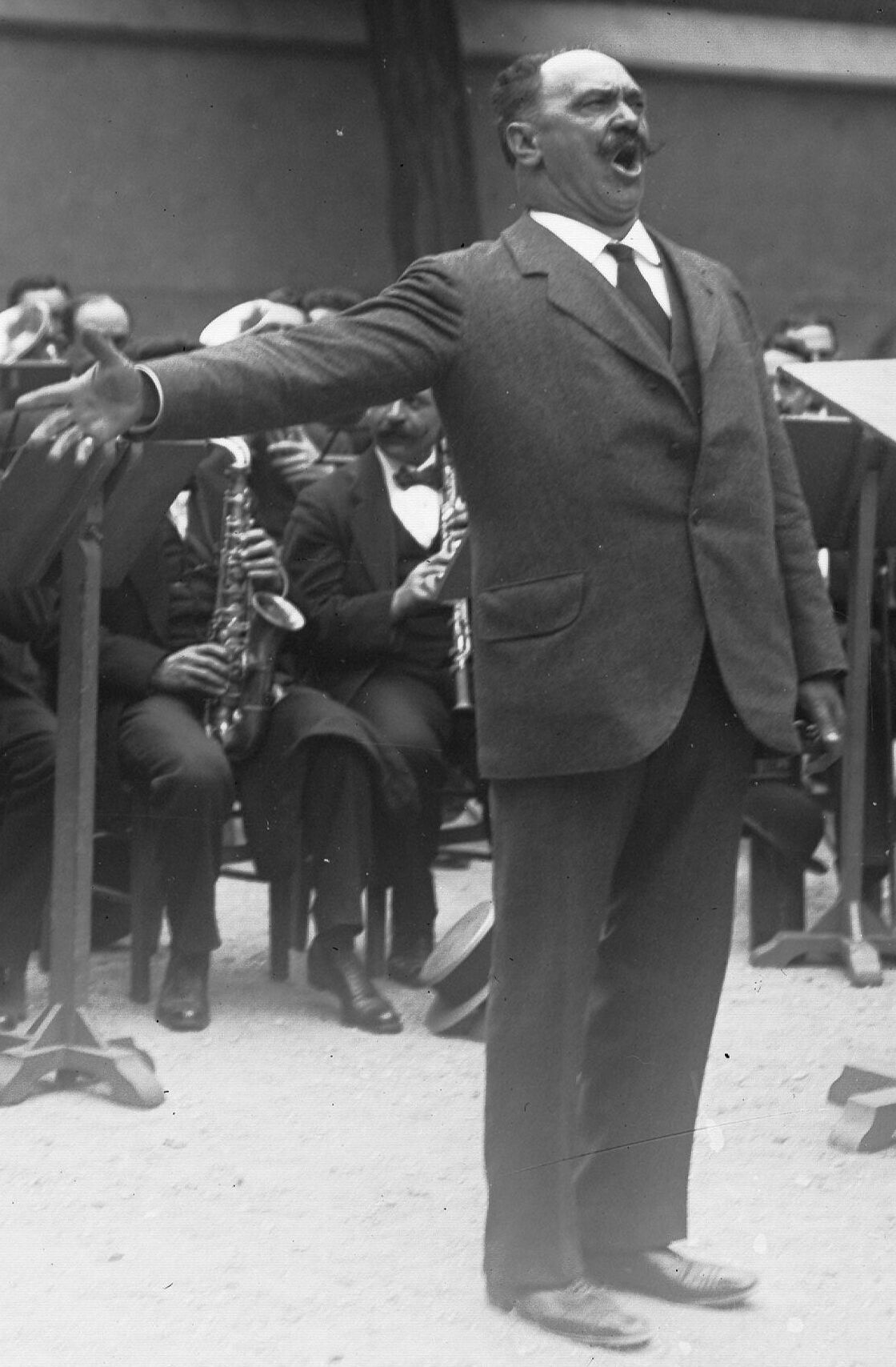
Noté singt im Lazarett von Meaux 1915 (Pressefoto)

Jean-Baptiste Noté, besser bekannt als Jean Noté (* 6. Mai 1858 in Tournai, Belgien; † 1. April 1922 in Brüssel) war ein belgischer Opern-, Konzert- und Chansonsänger mit der Stimmlage Bariton.

## Leben
Der Sänger stammte aus kleinen Verhältnissen. Er wurde als uneheliches Kind der Tagelöhnerin Christine Noté im Arbeiterviertel Sainte-Marguerite geboren und arbeitete nach dem Besuch einer Elementarschule bereits als Zehnjähriger in Heimarbeit in der Wirkerei. Später fand er eine Stelle als Rangierer bei der Eisenbahn. Er meldete sich freiwillig für sechs Jahre zum Militär, nachdem das damals in Belgien übliche Losverfahren ihn zum Wehrdienst verpflichtet hatte. Auf der Regimentsschule konnte er seine Bildung etwas aufbessern. Unter dem Dienst scheint er jedoch gelitten zu haben; zumindest floh er, um einer Strafe zu entgehen, für einige Monate über die französische Grenze nach Lille und schlug sich dort als Straßenbahnfahrer und Arbeiter bei den Gaswerken durch, kehrte dann aber wieder zur Truppe zurück.
Noté hatte bereits musikalische Erfahrungen gesammelt: zunächst in einer Karnevalsgesellschaft in Tournai sowie als Tambour in der Bürgergarde (Garde civique), später bei kleinen Gesangsauftritten in Cafés, um den spärlichen Lohn bzw. Sold aufzubessern. Bei einer Festveranstaltung des Militärs in Gent wurde sein musikalisches Talent entdeckt. Mäzene finanzierten Noté die ersten zwei Jahre eines Studiums am Konservatorium in Gent, danach erhielt er ein Stipendium vom belgischen Staat und Zusatzleistungen der Stadt Tournai. Nach dem Ende der Ausbildung folgte eine Reihe von Engagements an verschiedenen Opernhäusern: 1885 in Lille, 1887 bis 1889 in Antwerpen, 1888 bis 1891 in Lyon, 1892 bis 1893 in Marseille. 
1893 wechselte Noté an die Pariser Oper. Dort blieb er fast dreißig Jahre lang beschäftigt. Gastspiele führten ihn unter anderem an die Hofoper Unter den Linden in Berlin und an das Royal Opera House in Covent Garden (1897). 1908/1909 gehörte er zum Ensemble der Metropolitan Opera in New York. Auch als Konzertsänger trat er hervor, besonders mit Kirchenkonzerten in der Pariser Kirche Ste Madeleine. Ferner ist er als Chansonsänger bekannt geworden. Noté galt als Philanthrop und beteiligte sich an zahlreichen Benefizkonzerten.

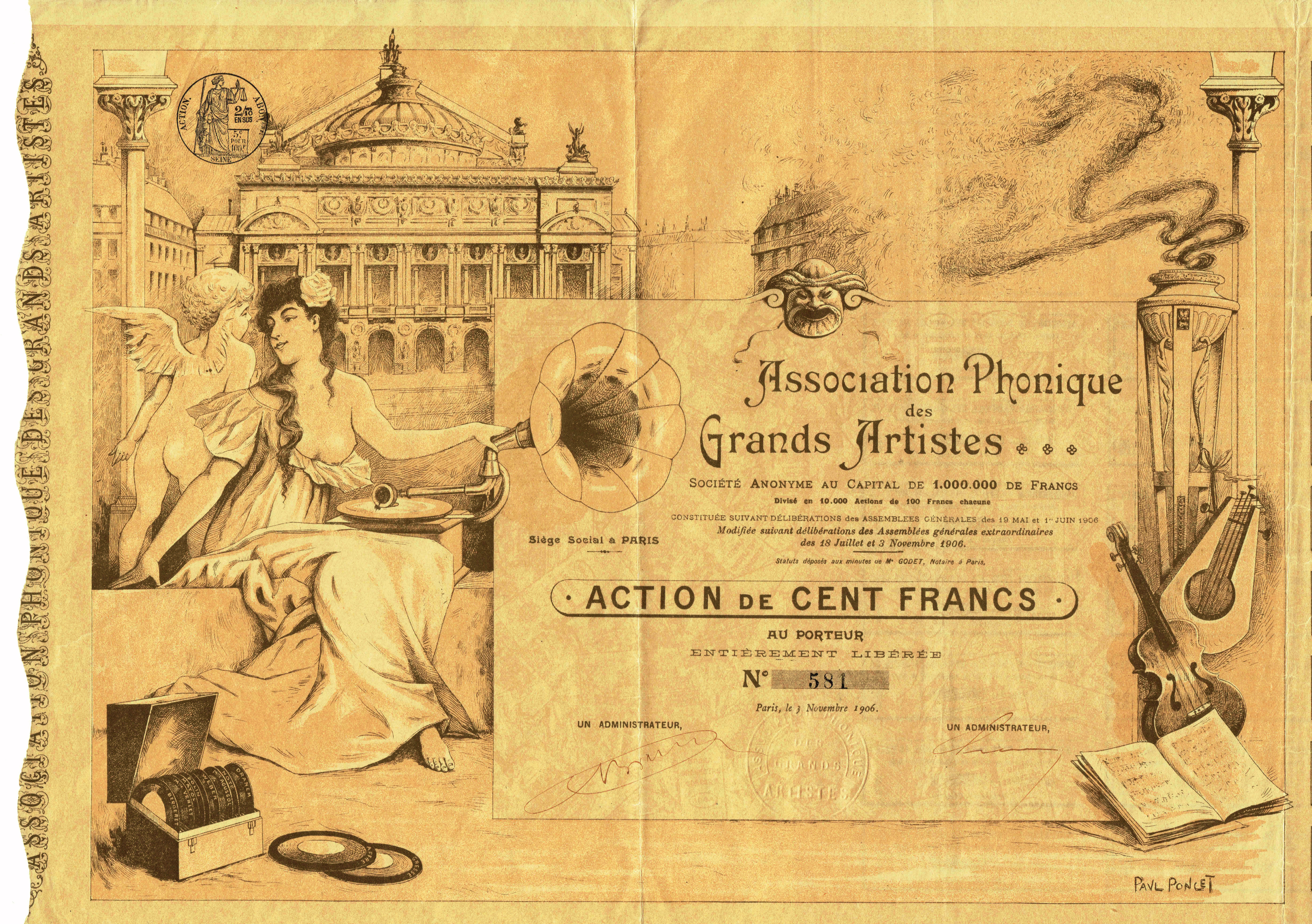
Aktie über 100 Francs der Association Phonique des Grands Artistes vom 3. November 1906

In der sich zu seinen Lebzeiten eben entwickelnden Tonaufnahmenindustrie gehörte Noté zu den produktivsten Sängern. Er spielte zahlreiche Aufnahmen unterschiedlichster Natur, von Opernaufnahmen bis zu populären Chansons, für eine ganze Reihe von Firmen ein. Von Notés Gesang existieren Edison-Zylinder sowie Schellackplatten der Firmen G & T, Odéon, Zonophone, Anker, Chantal de Luxe Belge, Béka-Ideal, APGA, Lyrophone und Pathé. Allein der Pathé-Katalog von 1914 führt nicht weniger als 50 Platten mit dem Interpreten Noté auf.
In diesem Zusammenhang profilierte sich Noté auch als Anwalt der Urheberrechte der Interpreten. Er gehörte im Mai 1906 zu den Gründungsmitgliedern der Association Phonique des Grands Artistes (APGA), einer von Sängern gegründeten Plattenfirma, die das Ziel hatte, auch den Interpreten einen Teil der Erlöse aus Verkäufen von Tonträgern zukommen zu lassen. Bis dahin hatten nur die Autoren und Musikverlage Tantiemen erhalten. Die APGA bestand allerdings nur bis 1910.
Auch in anderen neuen Medien seiner Zeit gehörte Noté zu den Pionieren. So nahm Georges Mendel mit Noté 1907 mithilfe einer mechanischen Kopplung von Phonograph und Kinetograph einen Vorläufer des Tonfilms auf: eine dreiminütige Version der Marseillaise. Noté erscheint vor einer Kanone, salutiert und singt die französische Nationalhymne. Am 29. Dezember 1921 war Noté an einem Funkkonzert zu Ehren des belgischen Königspaars beteiligt. Es fand in den Untergeschossen des Eiffelturms statt; im Königspalast in Laken und im Aero-Club de Bruxelles konnte man es empfangen, was damals als ganz erstaunlich galt, da erst wenige Tage zuvor ebenfalls vom Eiffelturm aus die erste öffentliche Radiosendung ausgestrahlt worden war. Noté sang eine Arie aus Le roi de Lahore sowie die französische und belgische Nationalhymne (Marseillaise und Brabançonne).
Noté war zweimal verheiratet, zuerst mit Heurine Génat, dann, nach deren Tod 1915, mit Louise Thérèse Laurent. 1922 starb er überraschend an den Folgen einer Steinoperation. Begraben ist er auf dem Cimetière du Sud in Tournai.

## Aussehen und Lebensweise
Noté wird als ein sehr hochgewachsener, kräftiger Mann beschrieben, der ein Bonvivant gewesen sei. Er habe „einen ordentlichen Stiefel vertragen, für vier gegessen und wie ein Türke geraucht“, heißt es in einem Zeitungsartikel.

## Werk und Rezeption

### Oper
Noté war vor allem durch seine Interpretation von Opernpartien Richard Wagners bekannt, etwa Friedrich von Telramund in Lohengrin, Sixtus Beckmesser in den Meistersingern von Nürnberg und Wolfram in Tannhäuser; an der Pariser Oper sang er zudem 1901 den Alberich in dem in französischer Sprache aufgeführten Siegfried sowie 1909 den Donner im Rheingold. 
Einen weiteren Schwerpunkt bildeten die klassischen Werke aus Giuseppe Verdis mittlerer Schaffensperiode, insbesondere die Titelpartie des Rigoletto und der Conte Luna in Il trovatore. Der Rigoletto bildete sein Debüt an der Pariser Oper 1893, den Grafen Luna sang Noté 1904 in Paris in einer Neueinstudierung des Trovatore in französischer Sprache (Le trouvère). 1912 brachte die Schallplattenfirma Pathé die ersten Gesamt-Tonaufnahmen der beiden Opern heraus, in beiden Fällen mit Noté.
Schließlich arbeitete Noté auch auf dem Gebiet der französischen Oper. Als herausragend gelten seine Interpretationen der Titelpartie von Guillaume Tell (Gioacchino Rossini), des Scindia in Jules Massenets Le Roi du Lahore, des Hamlet in der gleichnamigen Oper von Ambroise Thomas und vor allem des Nélusco in Giacomo Meyerbeers L’Africaine. In New York war sein Debüt die Partie des Valentin in Charles Gounods Faust; dabei stand er mit Enrico Caruso und Geraldine Farrar auf der Bühne. Später sang er dort auch den Escamillo in Carmen, ebenfalls mit Caruso und Farrar in der Besetzungsliste sowie mit Arturo Toscanini am Dirigentenpult.
Zudem war Noté an mehreren Uraufführungen beteiligt, so 1897 an Messidor von Alfred Bruneau mit Libretto von Émile Zola (in Paris), 1903 an Le Tasse von Eugène d’Harcourt und 1912 an Roma von Massenet (beide in Monte Carlo). Noch 1921 sang er in der Uraufführung von Gabriel Duponts Oper Antar den Amarat.
Im Großen Sängerlexikon wird Noté „eine der schönsten Baritonstimmen“ attestiert, „die die französische Oper innerhalb seiner Künstlergeneration besaß“. J. B. Steane äußert sich im New Grove Dictionary of Opera etwas skeptischer; er meint, Notés Gesang wirke auf seinen Tonaufnahmen stilistisch ein wenig grob und uninteressant, falle aber durch seinen robusten, machtvollen Ton auf. Die mächtige Stimme wird auch in zeitgenössischen Rezensionen besonders hervorgehoben. So zitiert Gregoir eine Kritik seiner Leistung als Ashton in Lucia di Lammermoor: 
„Mag das Orchester mit dem geballten Blech toben, sein ganzes Schlagwerk in Schwung bringen, die Posaunen grollen und die Klarinetten schreien, die Geigen singen und die Celli seufzen lassen [...]: Die Stimme von Herrn Noté beherrscht all diese Stürme, hält den Takt mit Souveränität, füllt mit Leichtigkeit die Fermaten aus, folgt der musikalischen Phrase, ohne jemals nachzugeben, und erntet schließlich den Beifall des ganzen Saales.“

### Chanson, Populärkultur
Zu den populärsten Chansons, die Noté aufgenommen hat, gehören patriotische Lieder, so etwa Le violon brisé (deutsch etwa: „Die zerbrochene Geige“), ein Chanson mit Revanche-Thematik, das in melancholischen Tönen den Verlust von Elsaß-Lothringen im Deutsch-Französischen Krieg beklagt. Aber auch für seine Interpretation lyrischer Stücke wie der Schiffer-Romanze L’Angélus de la mer („Das Angelusläuten auf dem Meer“) war Noté bekannt. Dieses von Léon Durocher (Text) und Gustave Goublier (Musik) verfasste Chanson ist Noté als dem „barytonnerre“ (ein Wortspiel aus „Bariton“ und „Donner“) der Pariser Oper gewidmet.
Noté genoss insbesondere in Belgien große Popularität. Sein Name wurde als Werbeträger für zahlreiche Objekte verwendet („Cafés, Getränke, Flaschen“), selbst Schallplattenspieler wurden als Notéphone bezeichnet.

## Ehrungen
Am 17. Februar 1913 wurde Noté zum Offizier der Ehrenlegion ernannt, hauptsächlich wegen seiner philanthropischen Verdienste. Seine Heimatstadt Tournai hat eine Straße und eine Schule nach Jean Noté benannt und ihm zu Ehren ein Denkmal errichtet.